# Saint-Gravé
 Saint-Gravé  (en bretón Sant-Gravez) es una población y comuna francesa, situada en la región de Bretaña, departamento de Morbihan, en el distrito de Vannes y cantón de Rochefort-en-Terre.

## Demografía
| 698 | 637 | 586 | 601 | 612 | 643 |
| Para los censos de 1962 a 1999 la población legal corresponde a la población sin duplicidades (Fuente: INSEE [Consultar]) |     |     |     |     |     |